# أندريه فيرمولين (ممثلة)
أندريه فيرمولين (بالإنجليزية: Andree Vermeulen) هي ممثلة أمريكية، ولدت في 4 نوفمبر 1979 في لوس أنجلوس في الولايات المتحدة.

## وصلات خارجية
- أندريه فيرمولين (ممثلة) على موقع IMDb (الإنجليزية)
- أندريه فيرمولين (ممثلة) على موقع قاعدة بيانات الفيلم (الإنجليزية)